# Picrophilus torridus
Espèce
Picrophilus torridus est une espèce d'archées thermophiles et acidophiles de la famille des Picrophilaceae. Elle est capable de se développer à pH proche de 0 et à une température atteignant 65 °C. Le cytoplasme est également acide, avec un pH d'environ 4,6, ce qui est inhabituel car la plupart des autres acidophiles ont un pH intracellulaire plus ou moins neutre. La membrane plasmique est constituée d'étherlipides polaires qui présentent une faible perméabilité aux protons à pH faible ; cette membrane est recouverte d'une couche S. À pH neutre, les lipides de cette membrane ne peuvent plus s'assembler en liposomes, ce qui détruit la cellule.

## Génome
Son génome a été séquencé et compte 1 545 900 paires de bases sur un chromosome circulaire unique. Ce génome présente l'une des densités de codage les plus élevées parmi les thermoacidophiles, avec près de 92 % d'espace codant. 12 % de ses gènes interviennent dans les fonctions de transport. Les systèmes primaires de transport utilisant l'ATP sont en nombre très supérieur à celui des systèmes secondaires, ce qui démontre l'utilisation importante de la forte concentration des ions hydrogène dans le milieu interne pour les processus de transport.